# オトラ (掃海艇・初代)
オトラ (KNM Otra) はノルウェー海軍の掃海艇。オトラ級。1939年8月5日進水。1940年のドイツ軍のノルウェー侵攻の際に捕獲されてトーゴ (Togo) となった。戦後、ノルウェーに返還され、元の名前に戻っている。

## 歴史
オスロのNylands Verkstedで建造され、ドイツ軍の侵攻直前に就役した。
ドイツ軍の侵攻の少し前、イギリスはその海軍がノルウェー沿岸に機雷を敷設したと公表。それを受けて1940年4月9日に「オトラ」と同型の「ラウマ」はホルテンの基地から出港して北上し機雷原の掃海をするよう命じられた。

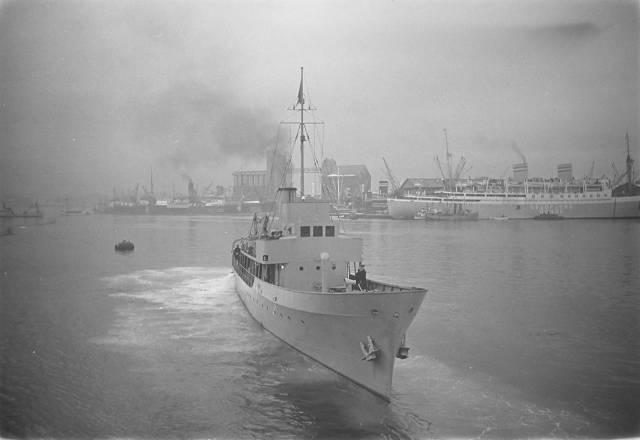
Nylands Verkstedで試験中の「オトラ」（1939年12月）

しかし、その命令が実行されるより前にドイツ軍の侵攻は行われた。侵入してくる艦艇の報告がオスロに届き始めると、「オトラ」は調査に派遣され、4時10分に侵入者はドイツだと報告した。「オトラ」は侵攻部隊によりホルテンへの帰投を妨げられた。
4月10日朝、「オトラ」はFiltvetで捕獲された。
「オトラ」は「トーゴ」と改名され、哨戒艇 (Vorpostenboot)、機雷敷設艇として戦争のその後の期間運用された。最初は「NT05トーゴ」としてトロムソ港湾防備隊 (Hafenschutzflotille) に属し、次いでオスロ港湾防備隊に転属となった。
1941年9月21日、ハンメルフェスト沖で掃海艇「R158」と衝突した。
1941年には「V5908トーゴ」として第51哨戒艇隊所属となり、1944年四月に「V6512トーゴ」として第65哨戒艇隊に転属。ドイツ降伏後はDeutscher Minenräumdienstに属した。
1946年1月18日にBogenでノルウェー海軍に変換され、同年10月30日に「オトラ」と改名。1949年4月に機雷敷設練習艦とされ、1959年8月21日に退役。1963年4月、売却。

## 要目
建造時
- 排水量：355トン[2]
- 長さ：51 m (167.32 ft)
- 幅：7 m (22.97 ft)
- 吃水：1.8 m (5.91 ft)
- 機関：900馬力3段膨張蒸気機関2基、2軸
- 速力：15ノット
- 乗員：25
- 兵装：76mm砲1、対空機銃2[8]

ドイツ時
- 排水量：355トン[2]
- 長さ；51 m (167.32 ft)
- 幅；7 m (22.97 ft)
- 吃水：1.8 m (5.91 ft)
- 機関：900馬力3段膨張蒸気機関2基、2軸
- 速力；15ノット
- 乗員：25
- 兵装：76mm砲2、2cm高角砲2、機銃2、機雷[4]

1949年以降
- 排水量355トン[2]
- 長さ：51 m (167.32 ft)
- 幅：7 m (22.97 ft)
- 吃水：1.8 m (5.91 ft)
- 機関：900馬力3段膨張蒸気機関2基、2軸
- 速力；15ノット
- 乗員25
- 兵装；76mm砲2、2cm高角砲2、機銃2、機雷[4]